# Сакаєвський Майдан
Сака́євський Майда́н (рос. Сакаевский Майдан, ерз. Сакаевский Майдан) — присілок у складі Теньгушевського району Мордовії, Росія. Входить до складу Шокшинського сільського поселення.
Населення — 50 осіб (2010; 59 у 2002).
Національний склад (станом на 2002 рік):
- росіяни — 83 %

Стара назва — Сак-Майдан.